# Le Buveur de Garonne
Cet article possède un paronyme, voir Le Buveur.
Le Buveur de Garonne est un roman de Michèle Perrein, publié en 1973 aux éditions Flammarion et ayant reçu le prix des Libraires l'année suivante.

## Résumé
Le roman se déroule sur quelques semaines ou quelques mois de la vie de deux amies, Lison et Agnès, lycéennes dans une petite ville de province proche de la Garonne. Elles vivent les préoccupations des jeunes de la France des années 1970, l’amitié, la liberté, les garçons, l’amour physique, les conventions sociales et familiales. Plusieurs personnes, dont un jeune homme révolté, croisent leur chemin, et un drame se prépare peu à peu qui refermera le roman.
La Garonne est un personnage discret mais très présent, y compris dans la scène finale, qui donne son titre au roman. Comme souvent dans l’œuvre de Michèle Perrein, les relations entre les hommes et les femmes ont beaucoup d’importance.

## Éditions
- Le Buveur de Garonne, éditions Flammarion, 1973.